# Баш-Аул Новый
Баш-Ау́л Но́вый (укр. Баш-Аул Новий, крымскотат. Yañı Baş Avul, Янъы Баш Авул) — исчезнувшее село в Ленинском районе Республики Крым, располагавшееся на юго-востоке района и Керченского полуострова, примерно в 4 км к востоку от современного села Вязниково.

## История
Впервые в доступных источниках селение встречается в Статистическом справочнике Таврической губернии. Ч.II-я. Статистический очерк, выпуск пятый Феодосийский уезд, 1915 год, согласно которому в деревне Башаул (на вакуфе) Сарайминской волости Феодосийского уезда числилось 15 дворов (все дворы безземельные) с татарским населением в количестве 137 человек только «посторонних» жителей, из которых 88 мужчин и 59 женщин. Жители землёй не владели, в
```
хозяйствах имелось 87 лошадей, 60 волов, 20 коров и 533 головы овец, свиней, или коз
[
5
]
.
```

После установления в Крыму Советской власти, по постановлению Крымревкома, 25 декабря 1920 года из Феодосийского уезда был выделен Керченский (степной) уезд, а, постановлением ревкома № 206 «Об изменении административных границ» от 8 января 1921 года была упразднена волостная система и в составе Керченского уезда был создан Керченский район в который вошло село (в 1922 году уезды получили название округов. 11 октября 1923 года, согласно постановлению ВЦИК, в административное деление Крымской АССР были внесены изменения, в результате которых округа были отменены и основной административной единицей стал Керченский район в который вошло село. Согласно Списку населённых пунктов Крымской АССР по Всесоюзной переписи 17 декабря 1926 года, в селе Баш-Аул Новый, Яныш-Такилского сельсовета Керченского района, числилось 22 двора, все крестьянские, население составляло 110 человек, все татары. Постановлением ВЦИК «О реорганизации сети районов Крымской АССР» от 30 октября 1930 года (по другим сведениям 15 сентября 1931 года) Керченский район упразднили и село включили в состав Ленинского, а, с образованием в 1935 году Маяк-Салынского района (переименованного 14 декабря 1944 года в Приморский) — в состав нового района. На километровой карте Генштаба Красной армии 1941 года в селе обозначено 16 дворов. Исключен из учётных данных в 1948 году.